# Kirvesaapa
Kirvesaapa este o arie protejată (arie specială de conservare — SAC, sit de importanță comunitară — SCI, arie de protecție specială avifaunistică — SPA) din Finlanda întinsă pe o suprafață de 1.827 ha, integral pe uscat.

## Localizare
Centrul sitului Kirvesaapa este situat la coordonatele 65°46′50″N 24°48′23″E / 65.7806°N 24.8064°E.

## Înființare
Situl Kirvesaapa a fost declarat sit de importanță comunitară în august 1998 pentru a proteja 20 de specii de animale. Alte tipuri de protecție:
- arie de protecție specială avifaunistică (în august 1998)[2]
- arie specială de conservare (în aprilie 2015)[1][3][4]

## Biodiversitate
Situată în ecoregiunea boreală, aria protejată conține 5 habitate naturale: Lacuri și iazuri distrofice naturale, Turbării active, Mlaștini alcaline, Turbării Aapa, Mlaștini împădurite.
La baza desemnării sitului se află mai multe specii protejate de  păsări (20): minunița (Aegolius funereus), ciuf de câmp (Asio flammeus), cocoșul de mesteacăn (Bonasa bonasia), prundaș de nămol (Calidris falcinellus), bătăuș (Calidris pugnax), erete vânăt (Circus cyaneus), lebădă de iarnă (Cygnus cygnus), vânturel roșu (Falco tinnunculus), cufundar polar (Gavia arctica), cocor (Grus grus), sitar de mal nordic (Limosa lapponica), becațină mică (Lymnocryptes minimus), Lyrurus tetrix tetrix, Mergellus albellus, codobatura galbenă (Motacilla flava), Strix nebulosa, Surnia ulula,  cocoș de munte (Tetrao urogallus), fluierar de mlaștină (Tringa glareola), fluierarul cu picioare roșii (Tringa totanus).